# Rakuyō Maru
„Rakuyō Maru” – japoński statek pasażersko-towarowy, oddany do służby w 1921 roku.
Początkowo należał do linii żeglugowych Toyo Kisen Kabushiki Kaisha, a w 1926 roku stał się własnością linii Nippon Yūsen Kaisha. W okresie międzywojennym przewoził pasażerów i towary na trasie z Japonii przez Zachodnie Wybrzeże USA do Ameryki Południowej. 12 września 1944 roku, w trakcie wojny na Pacyfiku, został zatopiony na Morzu Południowochińskim przez amerykański okręt podwodny USS „Sealion”. Przewoził wtedy 1318 alianckich jeńców wojennych, spośród których ponad tysiąc poniosło śmierć. Katastrofę przeżyło 288 jeńców, z czego 152 zostało uratowanych przez amerykańskie okręty podwodne.
„Rakuyō Maru” jest zaliczany do grona tzw. piekielnych statków.

## Dane techniczne
„Rakuyō Maru” był statkiem pasażersko-towarowym o długości 140 metrów (według innych źródeł – 145 metrów), szerokości 18,3 metrów i zanurzeniu 12,3 metrów. Jego pojemność wynosiła 9 419 BRT (według innych źródeł – 9 418 BRT).
Statek był wyposażony w dwie śruby, a jego napęd stanowiły cztery turbiny parowe o łącznej mocy 1153 NHP. Jego kotły były opalane ropą naftową. Osiągał maksymalną prędkość 15,9 węzłów.

## Budowa i przebieg służby
Jednostka została zbudowana w 1921 roku w stoczni Mitsubishi Zōsen Kakōki Kaisha w Nagasaki. Formalnie jej portem macierzystym było Tokio.
Statek zbudowano na zamówienie linii żeglugowych Toyo Kisen Kabushiki Kaisha (TKK) z przeznaczeniem do przewozu pasażerów i towarów z Japonii przez porty na Zachodnim Wybrzeżu USA do Ameryki Południowej.
W marcu 1926 roku TKK zostały przejęte przez linie żeglugowe Nippon Yūsen Kaisha (NYK). „Rakuyō Maru” jako ostatnia z jednostek pod flagą TKK odbył rejs z Ameryki Południowej przez San Francisco do Jokohamy. Następnie stał się własnością NYK.
Pod flagą NYK „Rakuyō Maru” nadal odbywał rejsy transoceaniczne, na trasie Hongkong – Wyspy Japońskie – Zachodnie Wybrzeże USA – zachodnie wybrzeże Ameryki Południowej.

## Zatopienie

### Przebieg
4 września 1944 roku, w czasie wojny na Pacyfiku, w porcie w Singapurze na „Rakuyō Maru” zaokrętowano 1318 alianckich jeńców wojennych, w tym 718 Australijczyków, 599 Brytyjczyków i jednego Amerykanina. Wszyscy oni pracowali uprzednio przy budowie Kolei Birmańskiej. Obok jeńców statek przewoził także surowce niezbędne dla japońskiego wysiłku wojennego: ropę naftową, kauczuk, cynę, koprę, złom żelazny, jutę. Ponadto znalazła się na nim pewna liczba tzw. pocieszycielek.
Alianccy żołnierze zostali stłoczeni w ładowniach, w których panowała taka ciasnota, że z trudem mogli się poruszać. Sytuację sanitarną pogarszał fakt, że 90% jeńców cierpiało na dyzenterię lub inne choroby układu pokarmowego. Racje żywnościowe były niewystarczające. Jeszcze gorzej przedstawiało się zaopatrzenie w wodę pitną. Choć jej zapas był tak duży, że strażnicy mogli używać jej do kąpieli, jeńcom pozwalano napełnić manierki tylko raz na dwa dni. Co więcej, gotowanie posiłków było dozwolone tylko w ciągu dnia, a jeńcom-kucharzom, którzy musieli przygotować porcje dla ponad 1,3 tys. osób, przydzielono zaledwie dwa kotły. Na skutek protestów jeńców kapitan statku zezwolił natomiast, aby dwustu jeńców mogło jednorazowo przebywać na pokładzie.
6 września „Rakuyō Maru” wypłynął z Singapuru w ramach konwoju HI-72. W jego skład wchodził jeszcze jeden statek przewożący jeńców – „Kachidoki Maru”. Dzięki złamaniu japońskich szyfrów amerykański wywiad był w stanie przewidzieć ruchy konwoju. W celu jego przechwycenia skierowano „wilcze stado” złożone z trzech okrętów podwodnych. Krótko po północy 12 września, gdy konwój znajdował się na Morzu Południowochińskim, Amerykanie przystąpili do ataku. Około godziny 5:20 dwie torpedy wystrzelone przez USS „Sealion” dosięgły „Rakuyō Maru”. Pierwsza trafiła w śródokręcie, niszcząc maszynownię, druga w dziobową ładownię nr 1, w której przewożono kauczuk.
Japończycy bardzo szybko opuścili statek, pozostawiając jeńców bez nadzoru. Ci ostatni mieli opuszczać statek we względnym porządku, udało im się nawet zwodować jedną z szalup, które Japończycy pozostawili na pokładzie. Jako że statek nie zatonął od razu, niektórzy jeńcy zdążyli przeszukać jego pomieszczenia w poszukiwaniu żywności, wody, lekarstw i papierosów. Żaden z jeńców nie zginął na skutek eksplozji torped, aczkolwiek w czasie ewakuacji co najmniej kilku utonęło lub zginęło w czasie skoku do wody, uderzywszy o fragmenty statku.

### Losy rozbitków

#### Postępowanie Japończyków

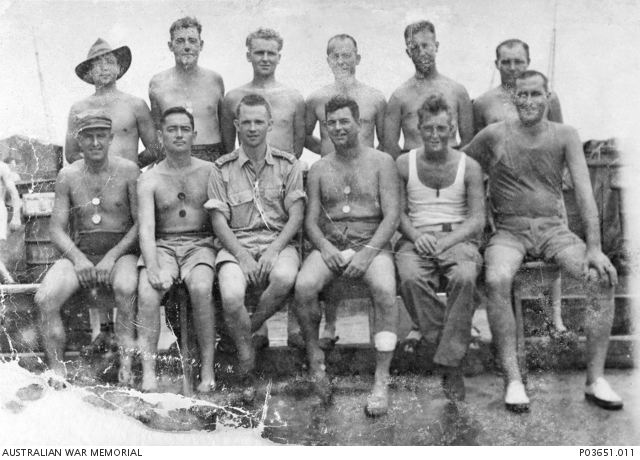
Niektórzy spośród Australijczyków, którzy po uratowaniu przez eskortowiec CD-11 trafili do obozu jenieckiego w Sakacie. Zdjęcie wykonano na lotniskowcu HMS „Formidable”, już po kapitulacji Japonii

„Rakuyō Maru” jeszcze przez trzynaście godzin unosił się na falach. Zatonął dopiero około 18:20. Zachęciło to niektórych jeńców do powrotu na pokład w poszukiwaniu wody i żywności. Na niektórych tratwach i szalupach japońscy i alianccy rozbitkowie relatywnie zgodnie dzielili się miejscem, na innych dochodziło do bójek i regularnych walk, czasami ze skutkiem śmiertelnym. Niektórzy świadkowie twierdzili, że miały miejsce wypadki, gdy jeńcy korzystając z niespodziewanej okazji do zemsty, zabijali japońskich strażników i marynarzy. Zdaniem Michaela Sturmy jest to jednak mało prawdopodobne. Gdy zapadał zmierzch na miejsce katastrofy przypłynęły dwa japońskie okręty: eskortowiec „Mikura” i okręt-baza wodnosamolotów „Kagu Maru”. Podjęły one japońskich rozbitków, jednakże wszystkich Australijczyków i Brytyjczyków pozostawiły w morzu. Jeńcy, którzy usiłowali wspiąć się na ich pokłady, byli z powrotem wrzucani do morza. Jeden z oficerów „Mikury” miał zagrozić, że jeńcy zostaną zastrzeleni jeżeli zbliżą się zbytnio do okrętu. Dwóch rannych japońskich rozbitków, których jeńcy przyjęli na swoją tratwę, usiłowało przekonać oficera Cesarskiej Marynarki Wojennej, aby zabrał także białych rozbitków, jednakże bezskutecznie.
W miarę upływu czasu rosnąca liczba rozbitków umierała na skutek głodu, pragnienia, wyczerpania i odniesionych obrażeń, a stan fizyczny i psychicznych tych, którzy pozostawali przy życiu, gwałtownie się pogarszał. Niektórzy zdesperowani rozbitkowie pili mocz, inni wodę morską, a nawet krew z rozciętych żył. Dochodziło do samobójstw. Jeńcy, którzy popadli w obłęd i zaczęli stwarzać zagrożenie dla życia kolegów, byli zabijani. Niewykluczone, że doszło do aktów kanibalizmu. Ponadto rozbitkowie zaczęli się rozpraszać. Niektóre szalupy i tratwy odłączyły się od grupy, licząc, że uda im się dopłynąć do Filipin lub do wybrzeży Chin. Między innymi w kierunku północnym pożeglowało siedem łodzi. Wśród osób, które się na nich znajdowały, był najstarszy rangą z jeńców – australijski brygadier Arthur Varley, a także jedyny Amerykanin wśród pasażerów „Rakuyō Maru” – płk Harry Ripley Melton Jr. Po grupie tej ślad zaginął.
Rankiem 14 września w pobliżu miejsca katastrofy pojawiły się trzy japońskie okręty wojenne. Jeden z nich – eskortowiec CD-11, którym dowodził por. Kimata Nagahashi – odłączył się od pozostałych i podjął z morza grupę rozbitków, która skupiła się wokół czterech łodzi. 136 Australijczyków i Brytyjczyków zostało uratowanych i trafiło ponownie do japońskiej niewoli.
Rozbitkowie uratowani przez CD-11 zostali zabrani do portu Sanya na wyspie Hajnan. Dołączyło tam do nich 520 brytyjskich jeńców – rozbitków z „Kachidoki Maru”, który został zatopiony przez okręt podwodny USS „Pampanito” kilkanaście godzin po storpedowaniu „Rakuyō Maru”. Wszystkich zaokrętowano na tankowiec „Shincho Maru”. Zarówno ranni jeńcy, jak i japońscy rozbitkowie, w tym wielu poważnie poparzonych, praktycznie nie otrzymywali żadnej pomocy medycznej. Ci pierwsi musieli w dodatku pozostać na pokładzie „Shincho Maru” – bez żadnej osłony przed promieniami tropikalnego słońca. Na wieść, że tankowiec ma ich zabrać do Japonii, jeńcy gwałtownie zaprotestowali, obawiając się śmierci w płomieniach, gdyby także i ten statek został zatopiony przez Amerykanów. Ostatecznie Japończycy ustąpili i zgodzili się ich przenieść na statek „Kibitsu Maru”. Wypłynął on z portu wieczorem 16 września wraz z pozostałymi ocalałymi jednostkami z konwoju HI-72. Podczas rejsu do Japonii wybuchła epidemia dyzenterii, która pochłonęła osiem ofiar. Uniknąwszy po drodze zatopienia przez amerykańskie bombowce i okręt podwodny USS „Plaice”, „Kibitsu Maru” dopłynął 28 września do portu Moji na wyspie Kiusiu.

#### Amerykańska akcja ratunkowa

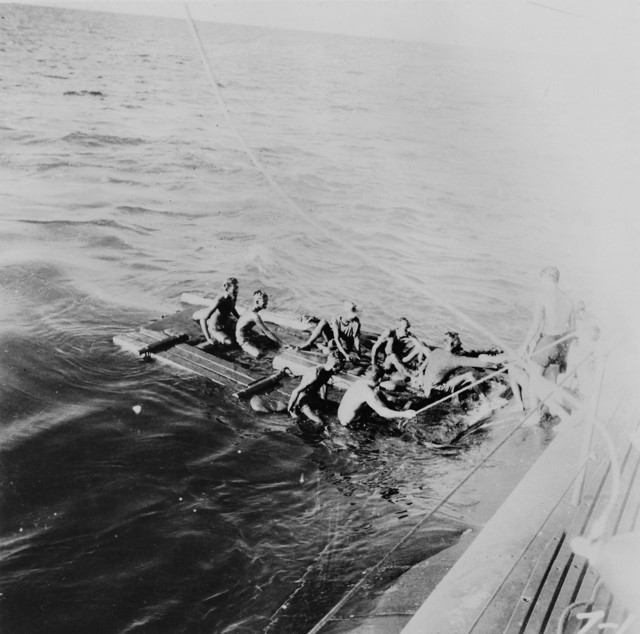
Tratwa z rozbitkami odnaleziona przez USS „Pampanito”

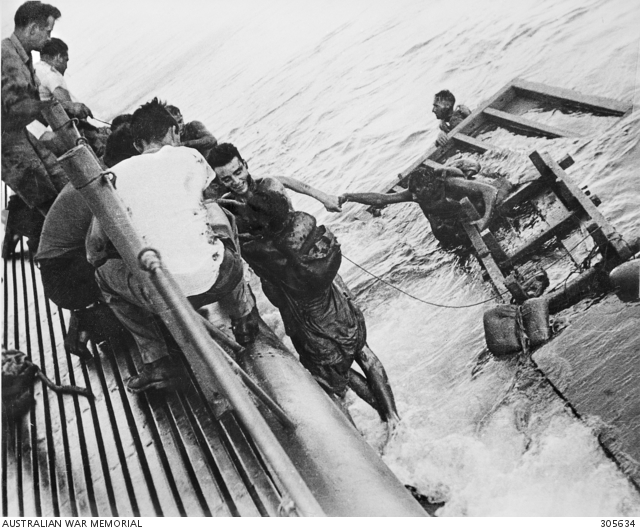
Akcja ratownicza prowadzona przez załogę USS „Sealion”

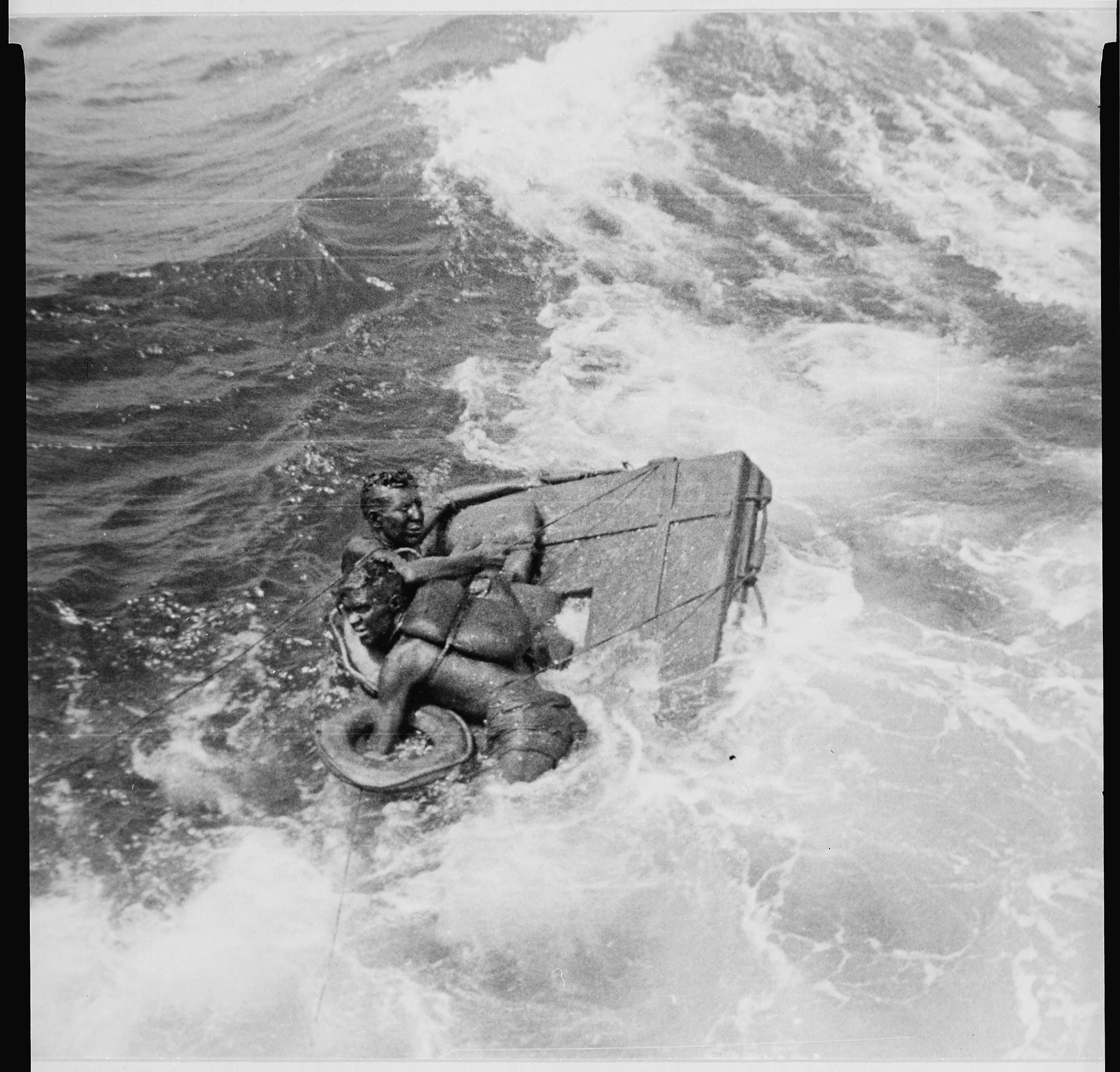
Rozbitkowie odnalezieni przez USS „Queenfish”

15 września około godziny 16:00 USS „Pampanito” dostrzegł unoszące się na wodzie szczątki, a wśród nich grupę rozbitków z „Rakuyō Maru”. Kapitan amerykańskiej jednostki, przekonany, że ma do czynienia z ocalałymi Japończykami, skierował okręt w stronę rozbitków, zamierzając wybić ich ogniem broni maszynowej. W ostatniej chwili amerykańscy marynarze zorientowali się jednak, że mają do czynienia z ludźmi o białym kolorze skóry. „Pampanito” zaczął wyciągać rozbitków z morza. Wkrótce jego kapitan przerwał ciszę radiową i wezwał na pomoc znajdujący się w pobliżu USS „Sealion”. Zanim zapadł zmierzch „Pampanito” odnalazł 73 rozbitków (47 Australijczyków i 26 Brytyjczyków), a „Sealion” kolejnych 54 (w tym 29 Brytyjczyków i 25 Australijczyków). Za zgodą dowództwa oba okręty przerwały patrol bojowy i skierowały się na Saipan, pozostawiając w morzu tych rozbitków, dla których zabrakło miejsca na ich pokładach.
Amerykańskie dowództwo skierowało na miejsce katastrofy kolejne dwie jednostki: USS „Barb” i USS „Queenfish”. Po drodze napotkały one jednak silny japoński konwój. Dowodzący „wilczym stadem” kpt. Edwin Swinburne postanowił najpierw go zaatakować, a dopiero później przystąpić do poszukiwania rozbitków. Atak okazał się bardzo udany; w nocy z 16 na 17 września „Barb” zatopił lotniskowiec eskortowy „Unyō” i tankowiec „Azusa Maru”. W rejon, w którym zatopiono „Rakuyō Maru”, oba okręty dotarły dopiero 17 września około godziny 10:00, a pierwszych żywych rozbitków napotkały dopiero po południu. Akcję ratunkową utrudniała sztormowa pogoda, niemniej „Barb” zdołał odnaleźć czternastu żywych rozbitków (dziesięciu Australijczyków i czterech Brytyjczyków), a „Queenfish” – kolejnych osiemnastu. Następnego poranka „Barb” wznowił poszukiwania, odnalazł już jednak tylko zwłoki i puste tratwy ratunkowe.
„Sealion” i „Pampanito” dotarły na Saipan 20 września, natomiast „Barb” i „Queenfish” przybyły tam pięć dni później. W trakcie rejsów powrotnych zmarło siedmiu rannych i wyczerpanych rozbitków (jeden na „Pampanito”, czterech na „Sealionie” i dwóch na „Queenfishu”). Tym samym bilans amerykańskiej akcji ratunkowej zamknął się liczbą 152 uratowanych rozbitków (92 Australijczyków i 60 Brytyjczyków). Ośmiu ocalałych, którzy znajdowali się w najcięższym stanie, pozostało przez pewien czas na Saipanie, pozostałych repatriowano do ich ojczyzn. Rozbitkowie z „Rakuyō Maru” jako pierwsi dostarczyli rządom alianckim szczegółowe relacje z pierwszej ręki mówiące o złym traktowaniu jeńców w niewoli japońskiej, w tym zwłaszcza o nieludzkich warunkach, które panowały w obozach i na placach budowy Kolei Birmańskiej.

### Bilans ofiar
Michael Sturma podaje, że zatopienie „Rakuyō Maru” spowodowało śmierć 1051 jeńców oraz dziewięciu członków załogi.
Według Briana MacArthura wraz ze statkiem zginęło 971 jeńców.
Gregory F. Michno i Raymond Lamont-Brown szacują z kolei liczbę ofiar na 1159.
„Rakuyō Maru” zaliczany jest do grona japońskich „piekielnych statków” (ang. Hellships).

### Epilog
Obie walczące strony starały się wykorzystać zatopienie „Rakuyō Maru” dla celów propagandowych. Japończycy podkreślali, że amerykański atak spowodował śmierć wielu jeńców, a jednocześnie kładli nacisk na fakt uratowania 136 jeńców przez japoński okręt – rzekomo kosztem życia pewnej liczby japońskich rozbitków, w tym kobiet i dzieci.
Australijska i brytyjska propaganda kładły z kolei nacisk na fakt uratowania wielu jeńców przez amerykańskie okręty podwodne, wskazując to wydarzenie jako sztandarowy przykład alianckiego braterstwa broni. Australijski rząd wystosował nawet list z podziękowaniami dla załóg czterech amerykańskich jednostek, które wzięły udział w akcji ratunkowej.
Rządy Australii i Wielkiej Brytanii zamierzały upublicznić zeznania złożone przez ocalałych jeńców. Sprzeciwił się temu rząd USA, który obawiał się, że może to zaszkodzić jego zabiegom dyplomatycznym, mającym na celu uruchomienie dostaw paczek Czerwonego Krzyża do japońskich obozów jenieckich. Ostatecznie rządy brytyjski i australijski wydały jednak w tej sprawie oficjalne oświadczenia. W listopadzie 1944 roku za pośrednictwem neutralnej Szwajcarii wystosowały także formalny protest do rządu Japonii, zawierający zarzuty złego traktowania jeńców pracujących przy budowie Kolei Birmańskiej oraz nieudzielenia pomocy rozbitkom z „Rakuyō Maru”. Tokio odrzuciło te oskarżenia, powołując się na fakt uratowania 136 rozbitków przez CD-11.
Po zakończeniu wojny sprawa porzucenia w morzu rozbitków z „Rakuyō Maru” nie była przedmiotem postępowania przed alianckimi trybunałami, które badały przypadki japońskich zbrodni wojennych.
W 1990 roku na USS „Pampanito”, zacumowanym w porcie San Francisco w charakterze okrętu–muzeum, odsłonięto tablicę upamiętniającą rolę, którą jednostka ta odegrała w akcji ratowania jeńców-rozbitków z „Rakuyō Maru”.
„Rakuyō Maru” jest jednym z japońskich „piekielnych statków”, które upamiętniono w obrębie tzw. Japanese Prison Ships Memorial Garden znajdującego się na terenie National Memorial Arboretum w brytyjskim Alrewas.

## W kulturze
Do zatopienia „Rakuyō Maru” i „Kachidoki Maru” nawiązuje fabuła brytyjskiego dramatu wojennego Powrót znad rzeki Kwai z 1989 roku (reż.  Andrew V. McLaglen).
Zatopienie „Rakuyō Maru” jest jednym z głównych motywów australijskiego filmu dokumentalnego Road to Tokyo z 2005 roku (reż. Graham Shirley).